# Stefan Machaj
Stefan Machaj (ur. 29 września 1964 w Głogowie) – polski piłkarz grający na pozycji obrońcy.
W latach 1983–1996 rozegrał w I lidze 349 meczów i strzelił 32 gole. Wraz ze Śląskiem Wrocław zdobył w 1987 roku Puchar Polski – w finałowym spotkaniu z GKS Katowice wystąpił w podstawowym składzie, a w serii rzutów karnych zdobył bramkę. W sezonie 1990/1991, będąc piłkarzem Zagłębia Lubin, został mistrzem Polski. Reprezentował również barwy m.in. Pogoni Szczecin i izraelskiego Hapoelu Jerozolima.